# Mr. Irrelevant

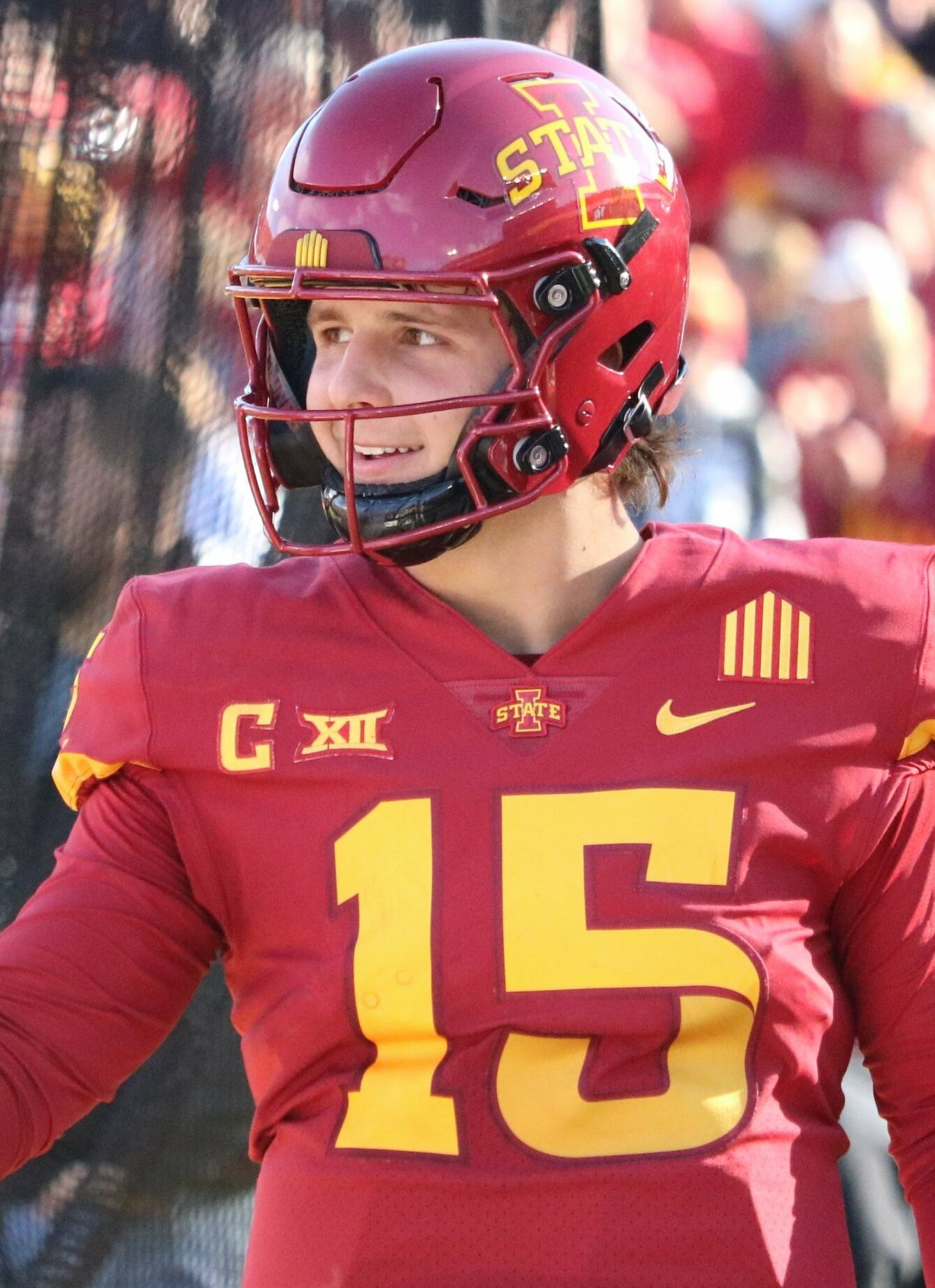
Brock Purdy, Mr. Irrelevant 2022

Mr. Irrelevant (von englisch irrelevant, ‚unbedeutend‘) ist ein ironischer Titel, der beim American Football an jenen Spieler verliehen wird, der im jährlichen NFL Draft als letzter gezogen wird.
Die meisten Spieler, die mit dem allerletzten Draft-Pick gedraftet wurden, schließen keine geschichtsträchtigen oder bemerkenswerten Karrieren ab. Oftmals wird er vor Beginn der Saisonvorbereitung oder dem Trainingslager aus dem Team entlassen, das ihn gedraftet hat. Einige bemerkenswerte Ausnahmen sind Bill Fischer, Jacque MacKinnon, Ryan Succop und Brock Purdy.

## Hintergrund
Im Jahre 1976 hatte der ehemalige NFL-Spieler Paul Salata die Idee, den Gesamtletzten des NFL-Drafts („Mr. Irrelevant“) 1976 mit einer einwöchigen Urlaubsreise („Irrelevant Week“) in Kalifornien zu beglücken. Kelvin Kirk, der im NFL-Draft 1976 an 487. und letzter Position gedraftet wurde, war Ehrengast bei einem Spaß-Golfturnier sowie einer ebenso nicht ganz ernst gemeinten Regatta und bekam bei einem Bankett die Lowsman Trophy überreicht. Diese Trophäe ist eine Parodie der Heisman Trophy: während die Heisman Trophy einen Footballer zeigt, der den Football sicher in der Hand hält, lässt ihn der Footballer bei der Lowsman Trophy fallen. Diese Idee wurde in der NFL vom Commissioner Pete Rozelle begeistert aufgenommen und ist seitdem fester Bestandteil des jährlichen NFL-Drafts.
Die Wahl des Mr. Irrelevant besitzt für das draftende Team durchaus Werbecharakter. 1979 hatten die Los Angeles Rams den zweitletzten und die Pittsburgh Steelers den letzten Pick. Die Rams entschieden, ihren Pick mit dem der Steelers zu tauschen, die wiederum den Tausch rückgängig machten. Als die Rams diese Prozedur wiederholten, sprach Rozelle ein Machtwort, so dass die Steelers den letzten Spieler des Drafts auswählen durften. Mittlerweile ist es verboten zu passen, um den letzten Draft zu erhalten.
Über die Jahre hinweg wurden Mr. Irrelevants mit immer ausgefalleneren Geschenken und Events bedacht. Diese umfassten u. a. Freikarten für Restaurants, Uhren, Golfschläger o. Ä., aber auch eine „einmalige Amnestie“ des lokalen Polizeichefs für zu lautes Feiern, Kloschüsseln oder eine Schiffsrundfahrt in einem blauen Keramikwal. Ryan Succop, der Mr. Irrelevant 2009, gewann „für seine Eltern, seine beiden Schwestern, seine Freundin und sich eine Willkommensfeier auf dem Strand von Südkalifornien, ein Festbankett, einen Golfkurs, einen Surfkurs mit ‚vielen Bikinischönheiten‘, ein Beachvolleyball-Training mit der lokalen College-Damenmannschaft, eine Reise nach Disneyland und viele Geschenke der Irrelevant-Week-Sponsoren“. Obwohl diverse Mr. Irrelevants gemischte Gefühle über diese Feier haben, haben die Spieler die „Irrelevant Week“ laut Salata in der Regel genossen.
Obwohl die „Irrelevant Week“ humorvoll gemeint ist, soll der Mr. Irrelevant nicht die Zielscheibe von Spott werden. Melanie Fitch, die Tochter von Paul Salata ist und gegenwärtig die „Irrelevant Week“ leitet, meint dazu: „Eigentlich ist es die Feier eines Underdogs. Er ist nicht irrelevant, weil er als Letzter gedraftet wurde, sondern weil es irrelevant ist, dass er als Letzter gedraftet wurde.“ Denn im Gegensatz zu anderen Spielern, die beim NFL Draft unberücksichtigt blieben, ist Mr. Irrelevant wirklich ein NFL-Spieler geworden. Cheta Ozougwu, der von den Houston Texans im NFL Draft 2011 an 254. und letzter Stelle gedraftet wurde, war nach eigenen Angaben „erleichtert“, doch noch als Letzter gedraftet worden zu sein, und hatte kein Problem damit, „Herr Unwichtig“ genannt zu werden.
In der Regel haben Mr. Irrelevants es schwer, sich einen Platz im Kader zu erkämpfen, geschweige sich in die Startaufstellung zu spielen. Doch Bill Kenney (Mr. Irrelevant 1978) spielte im Pro Bowl, Jim Finn (Mr. Irrelevant 1999) war im Kader der Super-Bowl-XLII-Champions New York Giants, Marty Moore (Mr. Irrelevant 1994) spielte im Super Bowl XXXI, verlor jedoch mit den New England Patriots dieses Spiel. Kicker Ryan Succop (Mr. Irrelevant 2009) gewann mit den Tampa Bay Buccaneers den Super Bowl LV und war damit der erste Mr. Irrelevant, der den Super Bowl gewann und dabei auch zum Einsatz kam. Brock Purdy, der im NFL Draft 2022 als letzter Spieler ausgewählt wurde, führte die San Francisco 49ers in seiner ersten Saison ins NFC Championship Game sowie im Jahr darauf in den Super Bowl LVIII.

## Liste der Pre-Mr. Irrelevant
| Jahr | Runde | Rundenpick | Gesamtpick | Name                 | Team      | Position | College            |
| ---- | ----- | ---------- | ---------- | -------------------- | --------- | -------- | ------------------ |
| 1936 | 9     | 9          | 81         | Phil Flanagan        | Giants    | G        | Holy Cross         |
| 1937 | 10    | 10         | 100        | Solon Holt           | Rams      | G        | TCU                |
| 1938 | 12    | 10         | 110        | Ferd Dreher          | Bears     | E        | Denver             |
| 1939 | 22    | 5          | 200        | Jack Rhodes          | Giants    | G        | Texas              |
| 1940 | 22    | 5          | 200        | Myron Claxton        | Giants    | T        | Whittier           |
| 1941 | 22    | 2          | 204        | Mort Landsberg       | Steelers  | B        | Cornell            |
| 1942 | 22    | 5          | 200        | Stu Clarkson         | Bears     | C        | Texas A&I          |
| 1943 | 32    | 5          | 300        | Bo Bogovich          | Redskins  | G        | Delaware           |
| 1944 | 32    | 6          | 330        | Walton Roberts       | Yanks     | B        | Texas              |
| 1945 | 32    | 6          | 330        | Billy Joe Aldridge   | Packers   | B        | Oklahoma A&M       |
| 1946 | 32    | 5          | 300        | John West            | Rams      | B        | Oklahoma           |
| 1947 | 32    | 7          | 300        | Don Clayton          | Giants    | B        | North Carolina     |
| 1948 | 32    | 7          | 300        | Bill Fischer         | Cardinals | G        | Notre Dame         |
| 1949 | 25    | 10         | 251        | John (Bull) Schweder | Eagles    | G        | Pennsylvania       |
| 1950 | 30    | 13         | 391        | Dud Parker           | Eagles    | B        | Baylor             |
| 1951 | 30    | 11         | 362        | Sisto Averno         | Browns    | G        | Muhlenberg         |
| 1952 | 30    | 11         | 360        | John Saban           | Browns    | B        | Xavier             |
| 1953 | 30    | 11         | 360        | Hal Maus             | Lions     | E        | Montana            |
| 1954 | 30    | 11         | 360        | Ellis Horton         | Lions     | B        | Eureka (IL)        |
| 1955 | 30    | 11         | 360        | Lamar Leachman       | Browns    | C        | Tennessee          |
| 1956 | 30    | 11         | 360        | Bob Bartholomew      | Browns    | T        | Wake Forest        |
| 1957 | 30    | 11         | 360        | Don Gest             | Giants    | E        | Washington State   |
| 1958 | 30    | 11         | 360        | Tommy Bronson        | Lions     | B        | Tennessee          |
| 1959 | 30    | 12         | 360        | Blair Weese          | Colts     | B        | West Virginia Tech |
| 1960 | 20    | 12         | 240        | Bill Gorman          | Giants    | T        | McMurry            |
| 1961 | 20    | 14         | 280        | Jacque MacKinnon     | Eagles    | B        | Colgate            |
| 1962 | 20    | 14         | 280        | Mike Snodgrass       | Packers   | C        | Western Michigan   |
| 1963 | 20    | 14         | 280        | Bobby Brezina        | Packers   | B        | Houston            |
| 1964 | 20    | 14         | 280        | Dick Niglio          | Bears     | RB       | Yale               |
| 1965 | 20    | 14         | 280        | George Haffner       | Colts     | QB       | McNeese State      |
| 1966 | 20    | 15         | 305        | Tom Carr             | Colts     | T        | Morgan State       |
| 1967 | 17    | 26         | 445        | Jimmy Walker         | Saints    | WR       | Providence         |
| 1968 | 17    | 27         | 462        | Jimmy Smith          | Bengals   | TE       | Jackson State      |
| 1969 | 17    | 26         | 442        | Fred Zirkie          | Jets      | DT       | Duke               |
| 1970 | 17    | 26         | 442        | Rayford Jenkins      | Chiefs    | DB       | Alcorn A&M         |
| 1971 | 17    | 26         | 442        | Charles Hill         | Raiders   | WR       | Sam Houston State  |
| 1972 | 17    | 26         | 442        | Alphonso Cain        | Cowboys   | DT       | Bethune-Cookman    |
| 1973 | 17    | 26         | 442        | Charles Wade         | Dolphins  | WR       | Tennessee State    |
| 1974 | 17    | 26         | 442        | Ken Dickerson        | Dolphins  | DB       | Tuskegee           |
| 1975 | 17    | 26         | 442        | Stan Hegener         | Steelers  | G        | Nebraska           |

## Liste der Mr. Irrelevant
| Jahr | Runde | Rundenpick | Gesamtpick | Name               | Team       | Position | College               |
| ---- | ----- | ---------- | ---------- | ------------------ | ---------- | -------- | --------------------- |
| 1976 | 17    | 28         | 487        | Kelvin Kirk        | Steelers   | WR       | University of Dayton  |
| 1977 | 12    | 27         | 335        | Jim Kelleher       | Vikings    | RB       | Colorado              |
| 1978 | 12    | 28         | 334        | Lee Washburn       | Cowboys    | G        | Montana State         |
| 1979 | 12    | 27         | 330        | Mike Almond        | Steelers   | WR       | Northwestern State    |
| 1980 | 12    | 28         | 333        | Tyrone McGriff     | Steelers   | G        | Florida A&M           |
| 1981 | 12    | 28         | 332        | Phil Nelson        | Raiders    | TE       | Delaware              |
| 1982 | 12    | 28         | 334        | Tim Washington     | 49ers      | DB       | Fresno State          |
| 1983 | 12    | 28         | 335        | John Tuggle        | Giants     | RB       | California            |
| 1984 | 12    | 28         | 336        | Randy Essington    | Raiders    | QB       | Colorado              |
| 1985 | 12    | 28         | 336        | Donald Chumley     | 49ers      | DT       | University of Georgia |
| 1986 | 12    | 28         | 333        | Mike Travis        | Chargers   | DB       | Georgia Tech          |
| 1987 | 12    | 28         | 335        | Norman Jefferson   | Packers    | DB       | LSU                   |
| 1988 | 12    | 28         | 333        | Jeff Beathard      | Rams       | WR       | Southern Oregon       |
| 1989 | 12    | 28         | 335        | Everett Ross       | Vikings    | WR       | Ohio State            |
| 1990 | 12    | 27         | 331        | Demetrius Davis    | Raiders    | TE       | Nevada                |
| 1991 | 12    | 28         | 334        | Larry Wanke        | Giants     | QB       | John Carroll          |
| 1992 | 12    | 28         | 336        | Matt Elliott       | Redskins   | C        | Michigan              |
| 1993 | 8     | 28         | 224        | Daron Alcorn       | Buccaneers | K        | Akron                 |
| 1994 | 7     | 28         | 222        | Marty Moore        | Patriots   | LB       | Kentucky              |
| 1995 | 7     | 41         | 249        | Michael Reed       | Panthers   | DB       | Boston College        |
| 1996 | 7     | 45         | 254        | Sam Manuel         | 49ers      | LB       | New Mexico State      |
| 1997 | 7     | 39         | 240        | Ronnie McAda       | Packers    | QB       | Army                  |
| 1998 | 7     | 52         | 241        | Cam Quayle         | Ravens     | TE       | Weber State           |
| 1999 | 7     | 47         | 253        | Jim Finn           | Bears      | RB       | Pennsylvania          |
| 2000 | 7     | 48         | 254        | Michael Green      | Bears      | DB       | Northwestern State    |
| 2001 | 7     | 46         | 246        | Tevita Ofahengaue  | Cardinals  | TE       | BYU                   |
| 2002 | 7     | 50         | 261        | Ahmad Miller       | Texans     | DT       | UNLV                  |
| 2003 | 7     | 48         | 262        | Ryan Hoag          | Raiders    | WR       | Gustavus Adolphus     |
| 2004 | 7     | 54         | 255        | Andre Sommersell   | Raiders    | LB       | Colorado State        |
| 2005 | 7     | 41         | 255        | Andy Stokes        | Patriots   | TE       | William Penn          |
| 2006 | 7     | 47         | 255        | Kevin McMahan      | Raiders    | WR       | Maine                 |
| 2007 | 7     | 45         | 255        | Ramzee Robinson    | Lions      | CB       | Alabama               |
| 2008 | 7     | 45         | 252        | David Vobora       | Rams       | OLB      | Idaho                 |
| 2009 | 7     | 47         | 256        | Ryan Succop        | Chiefs     | K        | South Carolina        |
| 2010 | 7     | 48         | 255        | Tim Toone          | Lions      | WR       | Weber State           |
| 2011 | 7     | 53         | 254        | Cheta Ozougwu      | Texans     | DE       | Rice                  |
| 2012 | 7     | 46         | 253        | Chandler Harnish   | Colts      | QB       | Northern Illinois     |
| 2013 | 7     | 48         | 254        | Justice Cunningham | Colts      | TE       | South Carolina        |
| 2014 | 7     | 41         | 256        | Lonnie Ballentine  | Texans     | S        | Memphis               |
| 2015 | 7     | 39         | 256        | Gerald Christian   | Cardinals  | TE       | Louisville            |
| 2016 | 7     | 32         | 253        | Kalan Reed         | Titans     | CB       | Southern Miss         |
| 2017 | 7     | 35         | 253        | Chad Kelly         | Broncos    | QB       | Ole Miss              |
| 2018 | 7     | 38         | 256        | Trey Quinn         | Redskins   | WR       | SMU                   |
| 2019 | 7     | 40         | 254        | Caleb Wilson       | Cardinals  | TE       | UCLA                  |
| 2020 | 7     | 41         | 255        | Tae Crowder        | Giants     | LB       | Georgia               |
| 2021 | 7     | 31         | 259        | Grant Stuard       | Buccaneers | LB       | Houston               |
| 2022 | 7     | 41         | 262        | Brock Purdy        | 49ers      | QB       | Iowa State            |
| 2023 | 7     | 42         | 259        | Desjuan Johnson    | Rams       | DE       | Toledo                |
| 2024 | 7     | 37         | 257        | Jaylen Key         | Jets       | S        | Alabama               |
| 2025 | 7     | 41         | 257        | Kobee Minor        | Patriots   | DB       | Memphis               |

| Abkürzungen der Spieler-Positionen im American Football | Abkürzungen der Spieler-Positionen im American Football |
| ------------------------------------------------------- | --- |
| Offense                                                 | QB – Quarterback \| RB – Runningback \| FB – Fullback \| TE – Tight End \| E/WR – Wide Receiver \| T – Tackle \| G – Guard \| C – Center |
| Defense                                                 | DT – Defensive Tackle \| DE – Defensive End \| NT – Nose Tackle \| LB – Linebacker \| ILB – Inside Linebacker \| MLB – Middle Linebacker \| OLB – Outside Linebacker \| CB – Cornerback \| NB – Nickelback \| FS – Free Safety \| SS – Strong Safety |
| Special Teams                                           | K – Kicker \| P – Punter \| KS – Kicking Specialist \| KOS – Kickoff Specialist \| LS – Long Snapper \| RS – Return Specialist \| KOR/KR – Kick Returner \| PR – Punt Returner \| PP – Punt Protector                                                |